# Florjančič
Florjančič je priimek v Sloveniji, ki ga je po podatkih Statističnega urada Republike Slovenije na dan 1. januarja 2010 uporabljalo 632 oseb in je med vsemi priimki po pogostosti uporabe uvrščen na 408. mesto.

## Znani nosilci priimka
- Alojzij Pavel Florjančič (*1940), geolog, publicist in lokalni zgodovinar
- Ana Florjančič (*1944), knjižničarka
- Anže Florjančič (*1990), hokejist
- Borut Florjančič, predsednik Zadružne zveze Slovenije
- Damijan Florjančič, pravnik, vrhovni sodnik (od 2017 preds. Vrhovnega sodišča RS)
- Danilo Florjančič (1919—1987), ljudski pesnik
- Dušan (Ciril) Florjančič (1927—2021), strojni inženir, univ. profesor; izseljenski kulturni delavec v Švici
- Hugo Florjančič (1916—1997), gledališki igralec
- Ivan Florjančič, zdravnik, fiziater
- Janez Dizma Florjančič de Grienfeld (1691—po?1757), matematik, astronom in kartograf
- Janez Štefan Florjančič de Grienfeld (1663—1701), pravnik, ekonomist, numizmatik
- Janez Florjančič (1925—2022), strojni inženir, projektant TAM
- Jože Florjančič (1935—2018), politik in gospodarstvenik
- Jože Florjančič (1937—2014), industrijski pedagog, kadrovski strokovnjak in šolnik (univ.prof.)
- Matjaž Florjančič (*1967), nogometaš
- Miloš Florjančič (1955—2020), arhitekt, prof. FA
- Pavel Florjančič (*1947), slikar foto- in hiperrealist
- Peter Florjančič (1919—2020), (edini slovenski) poklicni izumitelj, podjetnik
- Rok Florjančič, plesalec
- Saša Florjančič, kustodinja (Kropa)
- Stane Florjančič, tiflopedagog, dolgoletni direktor Zavoda za slepe in slabovidne, častni član Zveze slepih in slabovidnih Slovenije
- Tadeja Florjančič, tenisačica
- Tone Florjančič, politik, gospodarstvenik in športni delavec
- Urška Florjančič, strokovnjakinja za industrijski inženiring
- Viktorija Florjančič, prof. UP za poslovno informatiko (uporaba IKT v izobraževanju)